# United Party for National Development
The United Party for National Development (UPND) är ett politiskt parti i Zambia. 
Partiet är observatör inom Liberala internationalen. 
I parlamentsvalet den 27 december 2001 erövrade UPND 23,3 % av rösterna och 49 av 159 mandat. 
Samma dag fick partiets presidentkandidat, Anderson Mazoka, 27,2 % i presidentvalet.
I valet den 28 september 2006 var partiet en del av valalliansen United Democratic Alliance.